# Zygoballus minutus
Zygoballus minutus är en spindelart som beskrevs av Peckham, Peckham 1896. Zygoballus minutus ingår i släktet Zygoballus och familjen hoppspindlar. Inga underarter finns listade i Catalogue of Life.

## Bildgalleri

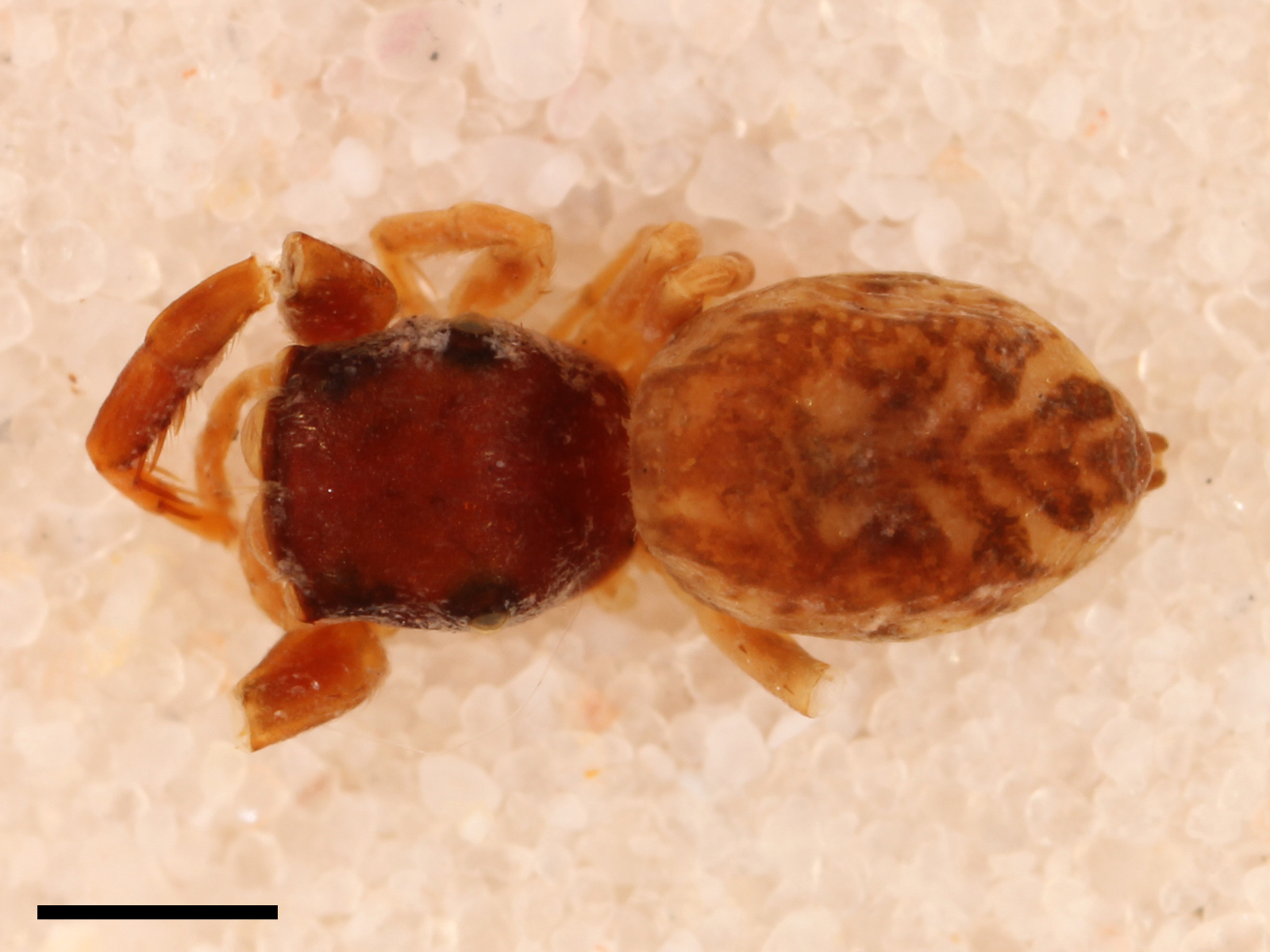
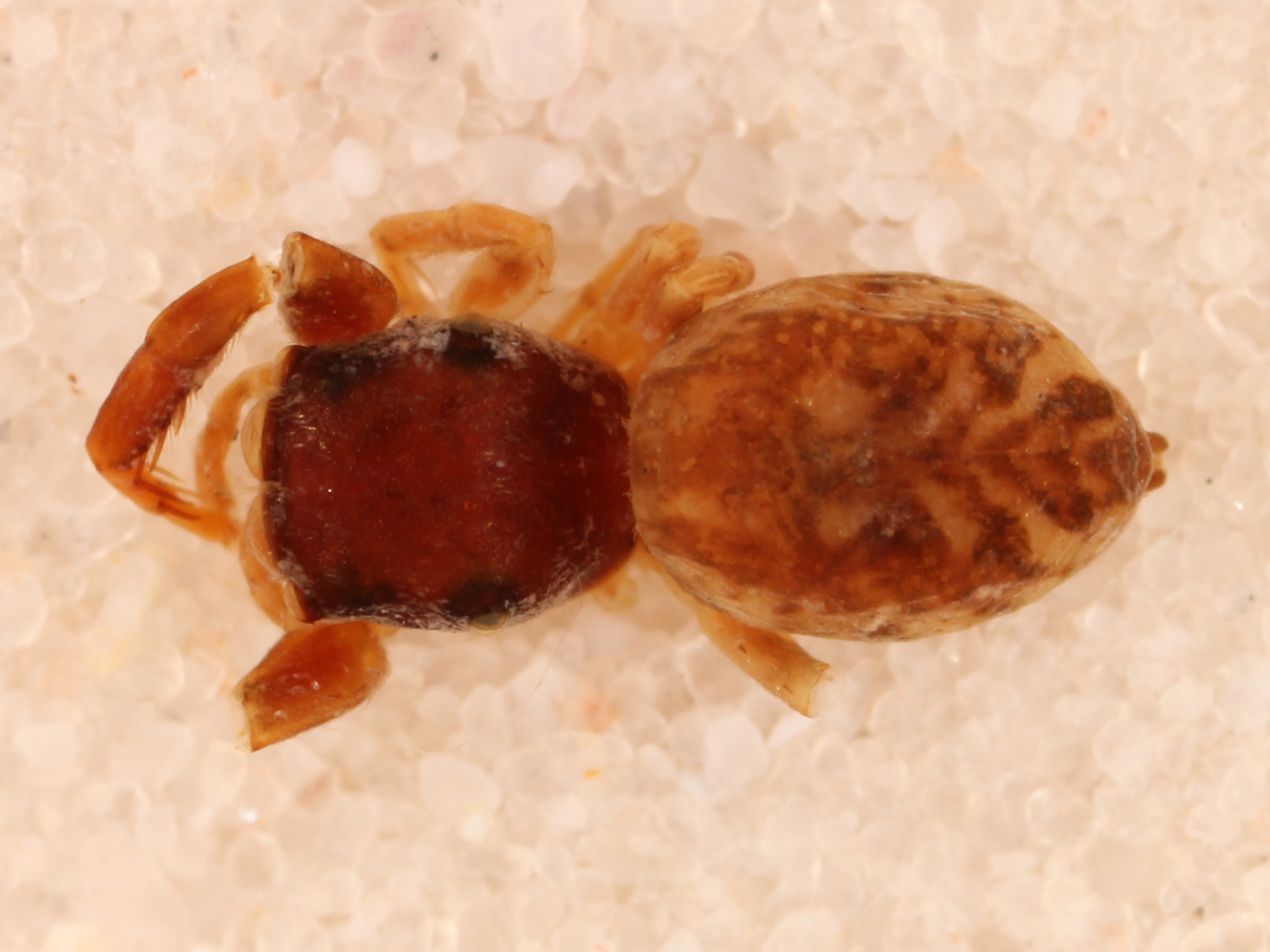
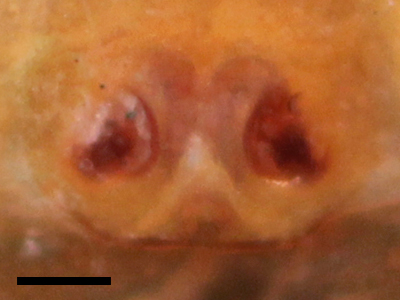
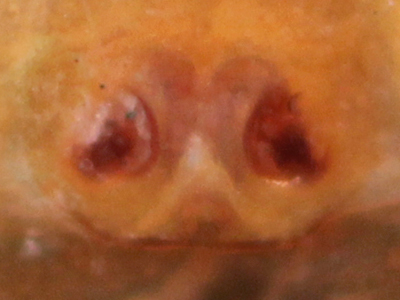
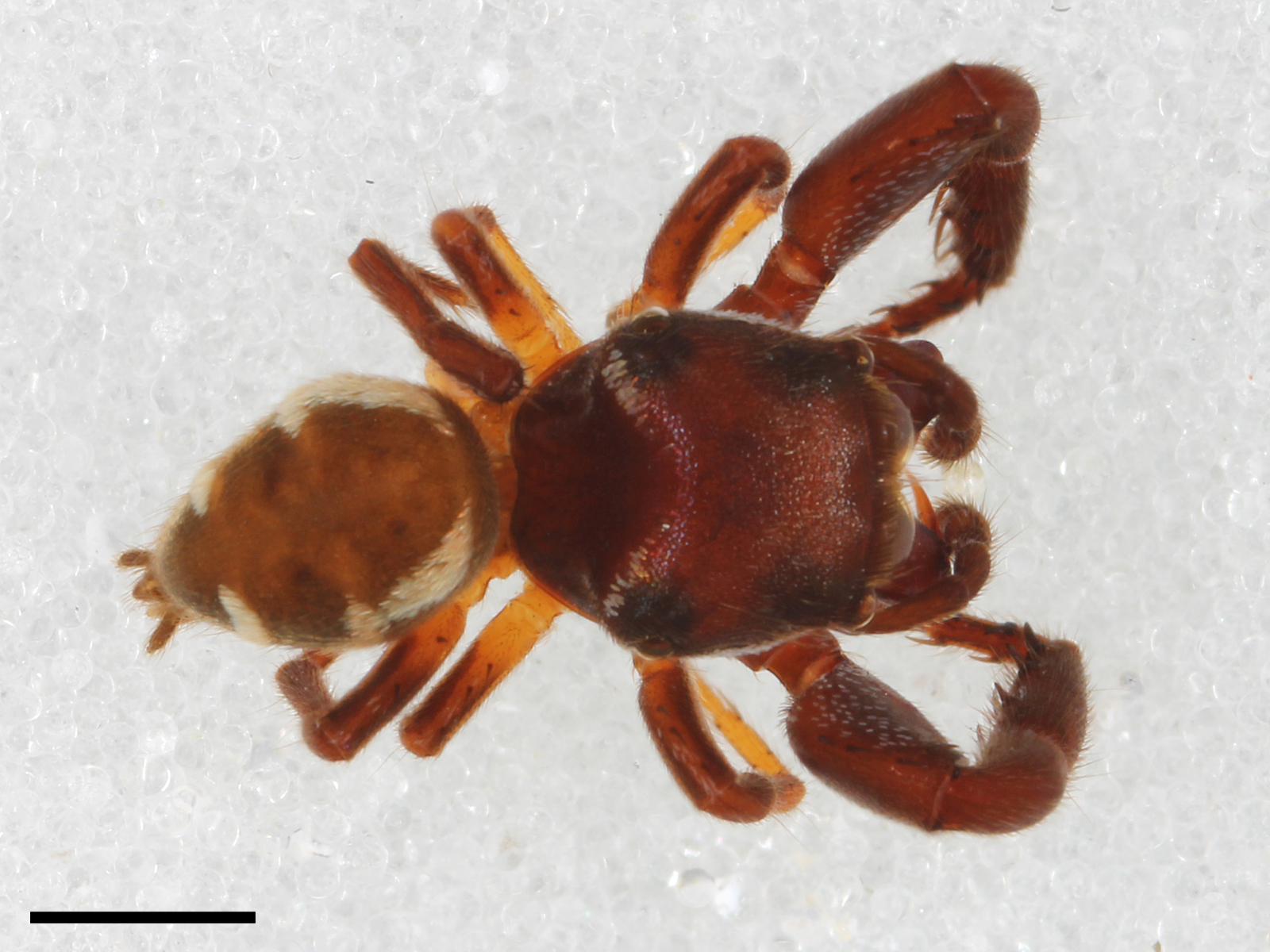
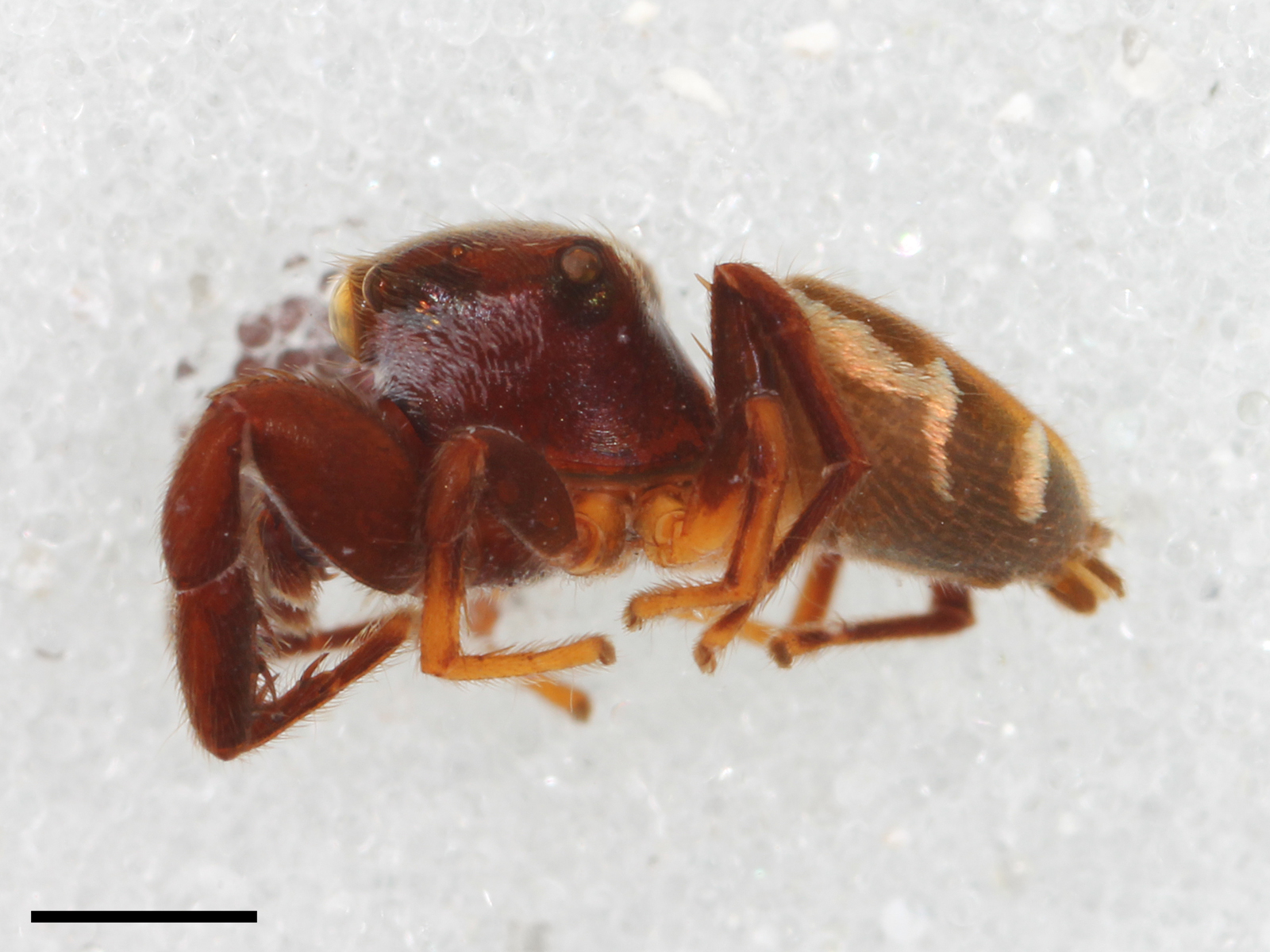